# Kennedy Center Friedheim Award
Il Kennedy Center Friedheim Award è stato un premio annuale assegnato alla composizione musicale strumentale dal John F. Kennedy Center for the Performing Arts di Washington, DC. È stato istituito nel 1978 e terminato nel 1995. Il premio è stato assegnato solo ai compositori americani.
Il premio è stato istituito da Eric Friedheim (1910-2002), editore della rivista Travel Agent e mecenate delle arti e finanziato dalla Fondazione Eric Friedheim e dal Kennedy Center Corporate Fund. Ha istituito il premio in onore di suo padre, il pianista Arthur Friedheim (1859-1932), che aveva studiato con Franz Liszt.
Il primo premio era di US $ 5,000, il secondo premio di $ 2,500 (originariamente $ 2,000), il terzo premio di $ 1,000 e il quarto premio di $ 500. Non ci fu un quarto premio fino al 1984 e il terzo premio era originariamente di $ 500. I vincitori sono stati ristretti da più di 100 partecipanti a quattro o cinque finalisti. I lavori sono stati eseguiti e i premi sono stati assegnati durante la cerimonia di premiazione, che si teneva ogni anno presso il John F. Kennedy Center for the Performing Arts. Il premio si è alternato ogni due anni tra musica orchestrale e da camera.
Dal 1978 al 1995 sono stati eseguiti 18 concerti Friedheim Awards, tratti da 1.883 contributi ed è stato distribuito un totale di $ 158.500 in premi in denaro a 70 compositori americani.
I premi si sono conclusi dopo l'ultima cerimonia del 1995, quando Eric Friedheim ha deciso di ritirare il suo sostegno finanziario, scegliendo di donare invece le sue restanti risorse finanziarie all'Istituto Peabody.

## Vincitori

### 1978
- Vincent Persichetti (primo posto)
- Aurelio de la Vega (secondo posto)
- Stanisław Skrowaczewski (terzo posto)

### 1979
- George Rochberg (primo posto)
- Claude Baker (secondo posto)
- Claus Adams (terzo posto)

### 1980
- John Harbison (primo posto)
- Jacob Druckman (secondo posto)
- Ramon Zupko (terzo posto)

### 1981
- Joseph Schwantner (primo posto)
- Peter Tod Lewis (secondo posto, pari merito)
- Ezra Laderman (secondo posto, pari merito)
- Dan Locklair (menzione d'onore)

### 1982
- Gundaris Pone (primo posto)
- David Del Tredici (secondo posto)
- Thomas Ludwig (terzo posto)

### 1983
- Thomas Oboe Lee (primo posto)
- George Perle (secondo posto)
- Karel Husa (terzo posto)

### 1984
- Edward Applebaum (primo posto)
- William Kraft (secondo posto)
- Marilyn Shrude (terzo posto)
- Donald Erb (quarto posto, pari merito)
- Claude Baker (quarto posto, pari merito)

### 1985
- Robert Erickson (primo posto, pari merito)
- Donald Martino (primo posto, pari merito)
- Gunther Schuller (secondo posto)
- Stephen Hartke (terzo posto)
- Quarto posto non assegnato

### 1986
- Richard Wernick (primo posto, pari merito)
- Bernard Rands (primo posto, pari merito)
- John Adams (secondo posto)
- Joseph Schwantner (terzo posto)
- Quarto posto non assegnato

### 1987
- Gunther Schuller (primo posto)
- Barbara Kolb (secondo posto)
- Steven Mackey (terzo posto)
- Tod Machover (quarto posto)

### 1988
- Christopher Rouse (primo posto)
- George Rochberg (secondo posto)
- Stephen Paulus (terzo posto)
- Joan Tower (quarto posto)

### 1989
- George Tsontakis (primo posto, pari merito)
- Chinary Ung (primo posto, pari merito)
- Secondo posto non assegnato
- David Lang (terzo posto)
- Michael Daugherty (quarto posto)

### 1990
- Ralph Shapey (primo posto, pari merito)
- William Kraft (primo posto, pari merito)
- Daron Aric Hagen (secondo posto)
- Frederick Bianchi (terzo posto)
- Quarto posto non assegnato

### 1991
- Richard Wernick (primo posto)
- Donald Crockett (secondo posto)
- Sebastian Currier (terzo posto)
- Stephen Jaffe (quarto posto)

### 1992
- Shulamit Ran (primo posto)
- Richard Wernick (secondo posto)
- George Tsontakis (terzo posto)
- Emma Lou Diemer (quarto posto)

### 1993
- David Froom (primo posto, pari merito)
- Osvaldo Golijov (primo posto, pari merito)
- Dean Drummond (secondo posto, pari merito)
- Steven Mackey (secondo posto, pari merito)
- Terzo posto non assegnato

### 1994
- Leon Kirchner (primo posto)
- Tison Street (secondo posto)
- John Anthony Lennon (terzo posto, pari merito)
- Jay Alan Yim (terzo posto, pari merito)
- Quarto posto non assegnato

### 1995
- Osvaldo Golijov (primo posto)
- Ezequiel Viñao (secondo posto)
- Bright Sheng (terzo posto)
- Charles Wuorinen (quarto posto)
- Miguel del Aguila (quinto posto)